# Isole Haswell
Le isole Haswell sono un gruppo di isole costiere rocciose situate al largo di punta Mabus, in Antartide, e che si estendono per circa 3 chilometri (1,5 miglia nautiche) verso il mare dalla costa della Terra della Regina Maria. Furono individuate dalla spedizione antartica Aurora guidata da Douglas Mawson tra il 1911 e il 1914. Quest'ultimo gli diede il nome di isole "Rookery" a causa di una grande colonia di pinguini imperatore sull'isola più grande isola del gruppo, l'isola Haswell. Nel 1955 il comitato australiano per i toponimi e le medaglie antartici propose che il nome Haswell fosse esteso all'intero gruppo.

## Lista delle isole
Tra le varie isole che compongono l'arcipelago ci sono:
- Isola Haswell
- Isola Gorev
- Isola Poryadin
- Isola Tokarev
- Isola Vkhodnoy
- Isola Buromskiy